# Обіточне
Обіто́чне — село в Україні, у Чернігівській селищній громаді Бердянського району (до 2020 — у складі Чернігівського району) Запорізької області. Населення становить 630 осіб (станом на 1 січня 2015 року).. До 2016 орган місцевого самоврядування — Обіточненська сільська рада.
Село тимчасово окуповане російськими військами 24 лютого 2022 року.

## Географія
Село Обіточне знаходиться на берегах річки Обіточної, біля конусоподібної сопки Обаташ. Нижче за течією на відстані 1 км розташоване село Сахно (Бердянський район). На річці зроблено кілька невеликих загат. Село розташоване за 25 км від Чернігівки та за 18 км від залізничної станції Верхній Токмак-I.

## Історія
Село засноване 1815 року селянами з сусідньої Попівки (нині — село Смирнове), які в свою чергу прибули з слободи Попівка, нині Полтавська область. Від свого заснування й до 1859 року хутір Обіточний вважався присілком Попівки. Перших поселенців було шестеро — 4 чоловіки та дві жінки, а в 1826 році на хуторі було приблизно 40 дворів. З початком заселення основним заняттям було скотарство, а з другої половини XIX століття скотарство витіснилося землеробством. На початку XX століття в селі збудовано церкву й церковно-парафіяльну школу. Обіточне від заснування й до 1923 року належало до Попівської волості.
Станом на 1886 рік у селі Попівської волості Бердянського повіту Таврійської губернії мешкало 923 особи, налічувалось 142 дворових господарства.. За переписом 1897 року кількість мешканців зросла до 1468 осіб (799 чоловічої статі та 669 — жіночої), з яких 1374 — православної віри
У 1893 року заснована Обіточнинська нижча сільськогосподарська школа першого розряду. У 1915 році цю школу закінчив Іван Тимофійович Коморний (1896–1937) родом із села Попівка, і отримав атестат агронома. 
7 (20) листопада 1917 року, відповідно до Третього Універсалу Української Центральної Ради, увійшло до складу Української Народної Республіки. 
Через події революції 1917 року й громадянської війни в селі утвердилася радянська влада. Проведення політики воєнного комунізму та продрозкладки призвели до голодомору 1921—1923 років. Понад 100 обіточан померло від голоду. Завдяки проведенню нової економічної політики вдалося дещо покращити життя селян. У 1927 році більшовики беруть курс на «розкуркулення». Майно 14 заможніх селян конфісковано й вони змушені були виїхати на Донбас. 4 осіб за супротив колективізації засуджено, вислано до таборів на Півночі, де вони померли.
Наслідком антиселянської політики влади став голодомор 1932—1933 років; у селі від голоду померло приблизно 210 осіб. Через це у 1934 році в село переселили 30 сімей росіян.
Попри негаразди завдяки важкій праці селян зміцнилася матеріальна база колгоспу, збудовано клуб, дитсадок, перед війною збудовано семирічну школу.
З початком сталінсько-гітлерівської війни більшість чоловіків пішла на фронт. У полі й удома залишилися жінки й підлітки. Під час окупації фашисти знищили євреїв, 43 юнаків і дівчат забрано до насильної праці в Німеччині. На фронтах воювало 207 мешканців села, 88 з них загинуло.
За повоєнні роки збудовано школу, дитсадок, клуб, інші споруди. Одне з найстаріших в Україні сільськогосподарське професійно-технічне училище нині є філією Осипенківського СПТУ. За понад 100-річну свою історію училище підготувало більше ніж 15 000 спеціалістів.
14 вересня 2015 року у Обіточному працівники комунального підприємства зняли монумент Леніна — рішення про демонтаж сільрадою було прийняте ще в червні 2015 року.
12 червня 2020 року, відповідно до Розпорядження Кабінету Міністрів України від  № 713-р «Про визначення адміністративних центрів та затвердження територій територіальних громад Запорізької області», увійшло до складу Чернігівської селищної громади.
17 липня 2020 року після ліквідації Чернігівського району село увійшло до Бердянського району.

## Населення

### Мова
| українська мова | російська | білоруська |
| --------------- | --------- | ---------- |
| 94.59 %         | 4.81 %    | 0.24 %     |

## Економіка
- «Саєнко» фермерське господарство.

## Об'єкти соціальної сфери
- Школа.
- Дитячий садочок.
- Будинок культури.
- Фельдшерсько-акушерський пункт.